# Калає-Паглю
Калає-Паглю (перс. كلايه پهلو) — село в Ірані, у дегестані Ешкевар-е-Софлі, у бахші Рахімабад, шагрестані Рудсар остану Ґілян. За даними перепису 2006 року, його населення становило 46 осіб, що проживали у складі 13 сімей.

## Клімат
Середня річна температура становить 10,59 °C, середня максимальна – 25,92 °C, а середня мінімальна – -5,56 °C. Середня річна кількість опадів – 467 мм.
| Клімат поселення                              | Клімат поселення | Клімат поселення | Клімат поселення | Клімат поселення | Клімат поселення | Клімат поселення | Клімат поселення | Клімат поселення | Клімат поселення | Клімат поселення | Клімат поселення | Клімат поселення | Клімат поселення |
| Показник                                      | Січ.             | Лют.             | Бер.             | Квіт.            | Трав.            | Черв.            | Лип.             | Серп.            | Вер.             | Жовт.            | Лист.            | Груд.            |                  |
| Середній максимум, °C                         | 5,23             | 5,62             | 7,85             | 14,06            | 19,53            | 23,76            | 25,92            | 25,77            | 21,94            | 18,63            | 12,03            | 6,89             |                  |
| Середня температура, °C                       | −0,17            | 0,24             | 2,47             | 8,68             | 14,14            | 18,39            | 21,28            | 21,13            | 17,29            | 13,98            | 7,38             | 2,24             |                  |
| Середній мінімум, °C                          | −5,56            | −5,17            | −2,91            | 3,30             | 8,74             | 13,00            | 16,63            | 16,48            | 12,64            | 9,33             | 2,73             | −2,42            |                  |
| Норма опадів, мм                              | 43               | 44               | 65               | 49               | 40               | 16               | 14               | 13               | 23               | 52               | 54               | 54               |                  |
| Середньомісячна швидкість вітру, м/с          | 2.02             | 2.50             | 2.64             | 2.70             | 2.32             | 2.18             | 2.19             | 2.05             | 1.92             | 1.85             | 2.21             | 1.98             |                  |
| Середньомісячна сонячна радіація, кДж/м²·день | 7679             | 10059            | 12379            | 16372            | 20256            | 22768            | 22874            | 20254            | 16912            | 12224            | 9304             | 7337             |                  |
| --------------------------------------------- | ---------------- | ---------------- | ---------------- | ---------------- | ---------------- | ---------------- | ---------------- | ---------------- | ---------------- | ---------------- | ---------------- | ---------------- | ---------------- |
| Джерело:                                      |                  |                  |                  |                  |                  |                  |                  |                  |                  |                  |                  |                  |                  |